# Vareilles (Yonne)
Vareilles è un comune francese di 225 abitanti situato nel dipartimento della Yonne nella regione della Borgogna-Franca Contea.

## Società

### Evoluzione demografica
Abitanti censiti